# Yamatarotes obtusus
Yamatarotes obtusus är en stekelart som beskrevs av Setsuya Momoi 1968. Yamatarotes obtusus ingår i släktet Yamatarotes och familjen brokparasitsteklar. Inga underarter finns listade i Catalogue of Life.